# Domagoj Bradarić
Domagoj Bradarić (Split, 10. prosinca 1999.) hrvatski je nogometaš i reprezentativac koji igra na poziciji lijevog beka. Trenutačno igra za talijanski klub Hellas Verona.

## Klupska karijera
Ponikao u splitskom Hajduku za koji je igrao do 2019. godine. Francuski prvoligaš Lille ga je doveo u svoje redove za 6,5 milijuna eura.

## Reprezentativna karijera
Igrao za više hrvatskih mladih izabranih sastava. Igrao na prijateljskim i kvalifikacijskim utakmicama. Prvi je put nastupio 19. prosinca 2015. godine. Dana 7. listopada 2020. godine, Bradarić je debitirao za seniorski sastav u prijateljskom ogledu protiv Švicarske.

### Reprezentativna statistika
Zadnji put ažurirano 14. listopada 2020.
| Reprezentacija | Godina | Odigrane utakmice | Golovi |
| -------------- | ------ | ----------------- | ------ |
| Hrvatska       | 2020.  | 4                 | 0      |
| Ukupno         | Ukupno | 4                 | 0      |